# GM XP-500
GM XP-500 war das weltweit erste Automobil, das mit einem Freikolbenmotor in den 1950er Jahren von dem US-amerikanischen Automobilkonzern General Motors entwickelt und gebaut wurde. 
Das Fahrzeug wurde von General Motors Research Laboratories nach 14 Monaten Entwicklungszeit fertiggestellt und der Öffentlichkeit anlässlich der Einweihungsfeier des GM Technical Center im Jahre 1956 vorgestellt. Die Präsentation wurde durch Fernsehsender in den USA übertragen.

## Beschreibung
Der XP-500 war ähnlich dem Firebird II und hatte eine stromlinienförmige Karosserie mit zwei Flügeltüren, wie der Mercedes-Benz 300 SL.

Freikolben-Gasgenerator mit Turbine

Der Freikolbenmotor mit der internen Bezeichnung GM 4-4 bestand aus zwei parallel liegenden Zylindern mit jeweils zwei horizontal gegenüberliegenden Freikolben. Deren knapp 500 °C (900 °F) heiße Abgase wurden in eine Gasturbine geleitet, die 186 kW (250 hp) leistete und mit dem Antriebsstrang verbunden war. 
Aufgrund von technischen Mängeln und anderen Prioritäten der Automobilindustrie in den USA gab General Motors nach drei Jahren das Automobilprojekt XP-500 jedoch auf. GM fertigte danach nur noch Freikolbenmotoren für Schiffsantriebe der Liberty-Klasse mit bis zu 6000 hp (4470 kW) Leistung.